# آگوستین آهینفول
آگوستین آهینفول (انگلیسی: Augustine Ahinful؛ زادهٔ ۳۰ نوامبر ۱۹۷۴) بازیکن فوتبال اهل غنا بود.
از باشگاه‌هایی که در آن بازی کرده است می‌توان به باشگاه فوتبال بروسیا دورتموند، باشگاه فوتبال آنکاراگوچو، باشگاه ورزشی لیریا، باشگاه فوتبال ونتزیا، باشگاه فوتبال بوآویشتا، باشگاه فوتبال ترابزون‌اسپور، و باشگاه فوتبال گراس‌هاپر زوریخ اشاره کرد.
وی همچنین در تیم ملی فوتبال غنا بازی کرده است.